# Liste der Baudenkmale in Hugoldsdorf
In der Liste der Baudenkmale in Hugoldsdorf sind alle Baudenkmale der Gemeinde Hugoldsdorf im Landkreis Vorpommern-Rügen aufgelistet. Grundlage ist die Veröffentlichung der Denkmalliste des Landkreises Vorpommern-Rügen, Auszug aus der Kreisdenkmalliste vom Oktober 2016.

## Hugoldsdorf
| ID     | Lage         | Bezeichnung                                                    | Beschreibung | Bild                                                           |
| ------ | ------------ | -------------------------------------------------------------- | ------------ | -------------------------------------------------------------- |
| 10480  |              | Allee von Dorfmitte bis Gemarkung Eixen                        |              |                                                                |
| 10478B | Am Dorfe     | Gutsanlage (Park)                                              |              |                                                                |
| 10478B | Am Dorfe     | Gutsanlage (Park)                                              |              |                                                                |
| 10478A | Dorfstraße 9 | Gutsanlage mit Gutshaus, Auffahrt, Wirtschaftsgebäude und Park |              | Gutsanlage mit Gutshaus, Auffahrt, Wirtschaftsgebäude und Park |
| 10479  | Im Dorfe     | Allee von Dorfmitte bis Gemarkung Neuhof                       |              |                                                                |

## Rönkendorf
| ID     | Lage               | Bezeichnung                    | Beschreibung | Bild                           |
| ------ | ------------------ | ------------------------------ | ------------ | ------------------------------ |
| 10997B | Am Dorfe           | Gutsanlage (Park)              |              |                                |
| 10997A | Krakower Straße 20 | Gutsanlage (Gutshaus mit Park) |              | Gutsanlage (Gutshaus mit Park) |

## Quelle
- Denkmalliste des Landkreises Vorpommern-Rügen

- Karte mit allen Koordinaten:
- OSM |
- WikiMap